# Othonia johnstoni
Othonia johnstoni är en ringmaskart som beskrevs av Gosse 1855. Othonia johnstoni ingår i släktet Othonia och familjen Sabellidae. Inga underarter finns listade i Catalogue of Life.